# Milo Yiannopoulos
Milo Yiannopoulos (nacido Milo Hanrahan; 18 de octubre de 1984) es un bloguero, periodista, orador y escritor polemista británico de extrema derecha que fue editor del medio ultraderechista Breitbart News. Sus discursos y escritos suelen ridiculizar el Islam, el feminismo, la justicia social y la corrección política.
Yiannopoulos trabajó para Breitbart desde 2014 hasta finales del 2017. Durante su estancia en Breitbart, Yiannopoulos se hizo famoso por ser una voz importante en la controversia del Gamergate. En julio de 2016, fue expulsado permanentemente de Twitter por ciberacoso a la actriz Leslie Jones. En 2019 fue banneado permanentemente en Facebook.
Según cientos de correos electrónicos de Yiannopoulos filtrados por BuzzFeed a finales de 2017, Yiannopoulos solicitó repetidamente a nacionalistas blancos, como al editor de la revista supremacista blanca American Renaissance, Devin Saucier, ideas de historias y sugerencias de edición durante su etapa en Breitbart.
Yiannopoulos ha sido acusado de hacer apología de la pedofilia. La acusación surgió a raíz de varios vídeos en los que decía que las relaciones sexuales entre niños de 13 años y hombres y mujeres adultos pueden ser "perfectamente consentidas" y experiencias positivas para los niños. Tras la publicación de los vídeos, Yiannopoulos se vio obligado a dejar su puesto en Breitbart, se revocó su invitación para hablar ante la Conservative Political Action Conference y se canceló un contrato para publicar su autobiografía con Simon & Schuster. Yiannopoulos ha dicho que no es partidario de las relaciones pedófilas y que sus declaraciones no eran más que intentos de hacer frente a su propia condición de víctima, como objeto de abuso infantil por parte de hombres mayores no identificados.

## Primeros años y vida personal
Yiannopoulos se crio en un pueblo del condado de Kent, en Inglaterra; su madre era británica y su padre, Nicolas Hanrahan, de ascendencia irlandesa y griega. El apellido Yiannopoulos le pertenece a su abuela paterna, quien era de origen griego.
Si bien el propio Yiannopoulos afirmó que era de origen judío a través de su madre, él se identifica como católico. Estudiaría en la universidad de Mánchester, la cual abandonó sin graduarse. Posteriormente estudió en Cambridge, en el Wolfson College, donde estudió filología inglesa por dos años antes de abandonarla sin graduarse.
Por esta época, Yiannopoulos publicó dos libros de poemas bajo el seudónimo de «Milo Andreas Wagner».
En septiembre de 2017, Yiannopoulos se casó con su novio en Hawái. La pareja prefiere por el momento mantener en secreto la identidad de su esposo.

## Carrera
Yiannopoulos comenzó a aparecer en los medios de comunicación ingleses a partir del año 2009, en medios como Sky News o la BBC. Por entonces comenzó a cobrar fama en programas de discusión política por sus declaraciones sobre la homosexualidad, con un discurso enfocado hacia el conservadurismo LGBT, su crítica al feminismo y la discriminación que sufren los hombres en el Reino Unido.
En 2012, junto a unos colegas universitarios, Yiannopoulos puso en marcha el periódico en línea The Kernel. En agosto de 2013, tras la compra del diario por una empresa alemana, Yiannopoulos se convirtió en redactor jefe. En 2014 sería absorbida por el portal digital The Daily Dot; Yiannopoulos renunciaría a su cargo de editor jefe, si bien permaneció como asesor de la empresa.

### Participación en el Gamergate

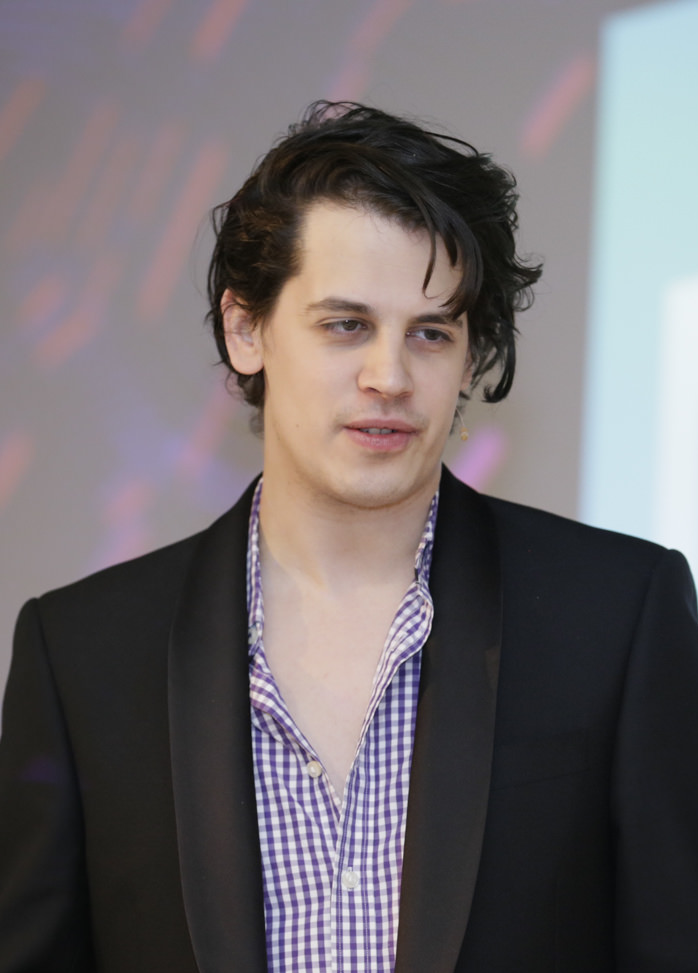
Yiannopoulos durante una conferencia en Berlín en 2014.

En 2014, Yiannopoulos alcanzó notoriedad gracias a su participación en el Gamergate, en el que criticó la politización de la cultura de los videojuegos debido a la «influencia de programadores feministas sociópatas y amantes de lo políticamente correcto».
Como parte de su cobertura del Gamergate, publicó correspondencia de GameJournoPros, una lista de correo electrónico privada utilizada por los periodistas de videojuegos para debatir temas relacionados con la industria. Yiannopulos dijo que la lista era evidencia de que los periodistas estaban conspirando para mostrar cobertura negativa del Gamergate.
Kyle Orland, el creador de la lista, respondió a la fuga en Ars Technica. Orland cuestionó la afirmación de que la lista sugería una conspiración entre periodistas, pero dijo que había escrito un mensaje que decía varias cosas de las que luego se arrepintió. Carter Dotson de pocketgamer.biz dijo que la lista era indicativa de un efecto de cámara de eco en la prensa de juegos.
Durante la controversia, Yiannopoulos dijo que recibió una jeringa llena de una sustancia desconocida, así como un animal muerto.
En 2014, una reunión en Washington D. C. para partidarios del Gamergate organizado por Yiannopoulos y la escritora crítica del feminismo Christina Hoff Sommers fue objetivo de una amenaza de bomba.

### Breitbart News
En octubre de 2015, Breitbart News puso a Yiannopoulos a cargo de su sección "Breitbart Tech", en donde fue editor hasta su dimisión el 21 de febrero de 2017.

### Obra literaria
Yiannopoulos anunció una autobiografía con el título de Dangerous en diciembre de 2016; su editorial iba a ser Simon & Schuster. Inmediatamente, mediante la preventa, el libro se convirtió en el más solicitado dentro de la web Amazon.
En febrero de 2017, luego de que comentarios suyos sobre consentimiento sexual saliesen a la luz, Simon & Schuster canceló sus planes de publicar el libro. Yiannopoulos demandó a Simon & Schuster por "incumplimiento de contrato" e "incumplimiento del pacto de buena fe y trato justo", en busca de $10 millones en daños. Desistió de la demanda en febrero de 2018.
En mayo de 2017, Yiannopoulos anunció que el libro sería autopublicado el 4 de julio de 2017. Poco después del anuncio, el libro se convirtió en el libro de humor político más vendido de Amazon. El libro fue un superventas de New York Times, Wall Street Journal y USA Today. El libro alcanzó su punto más alto en el puesto número 1 en la lista de libros de no ficción más vendidos de Publisher Weekly y en el número 2 de la lista de libros de no ficción más vendidos del New York Times.

### Deuda
En diciembre de 2018, The Guardian informó que los documentos reunidos por su expromotor de viajes en Australia, Australia Events Management, mostraban que Yiannopoulos había acumulado más de $2 millones en deudas impagas. Más tarde, el subió una publicación a Facebook en la que explicó: "Dicen que debo $2 millones. ¡No! Son al menos $4 millones. ¿Sabes cuán exitoso debes ser para deber esa cantidad de dinero?." Sus esfuerzos por recaudar dinero a través de Patreon se detuvieron después de que la plataforma de crowdsourcing retirara su página un día después de su lanzamiento debido a que "no permiten asociarse o apoyar a grupos de odio".

## Puntos de vista políticos

### Sexualidad
Si bien se declara abiertamente como homosexual, Yiannopoulos está en contra de la denominada «comunidad gay» actual, afirmando que «deberían volver al armario». Critica también el «estilo de vida» practicado por muchos de ellos como «aberrante» y que solo proporciona infelicidad. A su vez, se mostraría partidario de participar en terapias de reorientación sexual, pero más por «curiosidad que efectividad».[cita requerida]

### Feminismo
En octubre de 2015, Yiannopoulos y la escritora feminista Julie Bindel fueron convocados para realizar una charla en la Universidad de Mánchester, sin embargo, la Asociación de Estudiantes decidió vetarlos a ambos; la razón para vetar a Yiannopoulos fueron unos comentarios sobre la denominada cultura de la violación que, según ellos, violaba la política de espacio seguro.
En noviembre de 2015, una charla de Yiannopoulos en la Universidad de Bristol fue vetada. Tras protestas en contra de esta decisión, se decidió que fuera un debate entre el propio Yiannopoulos y la bloguera feminista del The Daily Telegraph Rebecca Reid.

## Controversias

### Redes sociales
En diciembre de 2015, la red social Twitter suspendió temporalmente la cuenta de Yiannopoulos después de cambiar su perfil para describirse a sí mismo como el "editor de justicia social" de BuzzFeed. El mes siguiente, Twitter eliminó la marca azul de "verificación" de su cuenta. Twitter se negó a dar una explicación para la eliminación de la verificación y dijo que no comentan casos individuales. Algunos medios de noticias especularon que Yiannopoulos tenía sus propios códigos de discurso y acoso, como en un caso en el que dijo a otro usuario que "merecían ser acosados". A otros les preocupaba que Twitter estuviera apuntando a los conservadores. En junio de 2016, a raíz de la masacre de la discoteca Pulse de Orlando, unas declaraciones de Yiannopoulos acerca del Islam le valieron otra suspensión de su cuenta.
En julio de 2016, Yiannopoulos criticó la película Cazafantasmas, describiéndola como "una película para ayudar a mujeres solitarias de mediana edad a sentirse mejor por quedarse en el estante". Después del lanzamiento de la película, trolls de Twitter atacaron a la actriz afroamericana Leslie Jones con insultos racistas y comentarios intolerantes. Yiannopoulos escribió tres tuits públicos sobre Jones, diciendo que "Cazafantasmas la están haciendo tan mal que han desplegado a [Leslie Jones] para que interprete a la víctima en Twitter", antes de describir la respuesta de la actriz como "apenas alfabetizada" y luego llamarla "tipo negro". Varios medios de comunicación han descrito los tuits de Yiannopoulos como incitación al abuso dirigido a Jones. Yiannopoulos fue luego suspendido permanentemente por Twitter por lo que la compañía citó como "participar o incitar al acoso a otras personas". Esto provocó una reacción de sus seguidores de la mencionada red social promoviendo el hashtag #FreeMilo. Yiannopoulos respondió en un post en Breitbart que "Con la cobarde suspensión de mi cuenta, Twitter se confirma como un lugar seguro para terroristas musulmanes y extremistas del Black Lives Matter, y una zona de exclusión para los conservadores".
En mayo de 2019, la compañía Facebook cerro las cuentas de Yiannopoulos y otras figuras como el líder de la Nación del Islam Louis Farrakhan, los conspiracionistas Alex Jones y Paul Joseph Watson, debido a que eran considerados "peligrosos individuos".

### Universidad de Washington
El 20 de enero de 2017, Yiannopoulos habló en la Universidad de Washington. El evento provocó grandes protestas. Un hombre de 34 años recibió un disparo mientras protestaba por el evento y fue puesto en cuidados intensivos en un hospital de Seattle, después de haber sufrido lesiones que amenazaban su vida. El hombre fue declarado más tarde en condición estable. Un testigo recordó haber visto a alguien soltar el spray de pimienta en la multitud, lo que provocó el enfrentamiento.
En abril de 2017, los fiscales en el condado de King, Washington presentaron cargos contra una pareja casada, Marc y Elizabeth Hokoana, residentes de Ravenna, Washington. Los fiscales alegan que la pareja fue a la protesta con la intención de incitar a los manifestantes anti-Yiannopoulos a entrar en conflicto y que Marc Hokoana envió un mensaje a un amigo a través de las redes sociales: "Voy al evento de Milo y si los snowvflakes se van de las manos, voy a atravesar sus filas y empezar a romper cráneos." En el mensaje, señaló que su esposa iba a llevar un arma de fuego. Varios testigos dijeron que Marc parecía estar intoxicado. Los cargos indican que Marc disparó inicialmente un spray de pimienta a la multitud, y cuando la víctima se enfrentó a él, Elizabeth Hokoana le disparó en el estómago con la pistola semiautomática Glock que había traído al evento. Fue acusada de asalto en primer grado con un arma de fuego, mientras que el marido fue acusado de asalto en tercer grado con spray de pimienta. Ambos se declararon inocentes en mayo de 2017 y afirmaron que el tiroteo fue en defensa propia. La víctima declaró que se mostraba reacio a ver a la pareja procesada.

### Universidad de Berkeley
El 1 de febrero de 2017, Yiannopoulos tuvo que cancelar un acto presencial en la Universidad de Berkeley debido a las protestas de un grupo de estudiantes de la universidad. Hubo una fuerte presencia policial y 11 arrestos, pero no hubo incidentes ni daños a la propiedad. El presidente estadounidense Donald Trump amenazó con retirar fondos federales a dicha universidad ya que según su criterio no se respetó la libertad de expresión.

### Asociación con la derecha alternativa y neonazis
Gran parte de su trabajo en Breitbart que lo trajo a la fama se inspiró en ideas de neonazis y nacionalistas blancos. En octubre de 2017, correos electrónicos filtrados revelaron que Yiannopoulos había solicitado repetidas veces a figuras neonazis y supremacistas blancos en la derecha alternativa para opiniones e ideas de historias en su trabajo para el sitio web Breitbart. Los correos electrónicos filtrados también mostraron que su libro, Dangerous, y muchos de sus artículos de Breitbart fueron escritos por un colega de Breitbart.
Yiannopoulos es comúnmente asociado con la derecha alternativa. En una entrevista con Channel 4, el habló de su relación con el movimiento: "Somos compañeros de viaje en algunos temas. Pero soy muy pro-Iraq, soy muy pro-Israel. Creo que hay todo tipo de puntos de diferencia".

### Presunto apoyo a la pedofilia
En enero de 2017, luego de que se revelara un podcast de hace un año en el que dijo que las relaciones sexuales entre niños de 13 años y hombres y mujeres adultos pueden ser experiencias "perfectamente consensuadas" y positivas para los niños, Yiannopoulos fue acusado de ser un apologista o apoyar la pedofilia, lo cual lo obligó a renunciar a Breitbart News y la editorial Simon & Schuster canceló la publicación de su libro debido al escándalo que generaron sus comentarios. Yiannopoulos negó ser un partidario de las relaciones pedófilas, denominándolas como "un crimen vil y repugnante, tal vez el peor", y afirmó que sus declaraciones que aparentemente los apoyan eran simplemente intentos de enfrentar su propia victimización pasada, al ser objeto de maltrato infantil por parte de hombres mayores que no quiso nombrar.

### Violencia contra periodistas
El 26 de junio de 2018, Yiannopoulos le respondió a The Observer y a The Daily Beast, quienes le solicitaron comentarios, que "No puedo esperar a que los escuadrones de vigilantes comiencen a disparar contra los periodistas". Dos días después, luego del Tiroteo en el Capital Gazette en donde murieron cinco periodistas, Yiannopoulos clarificó vía Instagram que sus mensajes tenían la intención de trolearlos".
En octubre de ese mismo año, luego de varios casos en los que se habían enviado bombas a destacados críticos de Trump, Yiannopoulos publicó el siguiente comentario en Instagram: "Poniéndome al día con las noticias de todas estas bombas. Asqueroso y triste (que no hayan funcionado, y que el Daily Beast no haya recibido una)." Después de negarse a eliminar el comentario cuando fue reportado como discurso de odio, Instagram eliminó el post.